# Arctic Cat 450
L'Arctic Cat 450 est un quad utilitaire (véhicule de catégorie L7e-B1) homologué T3b et biplace, à châssis court.

## Description
Conçu par Arctic Cat aux États-Unis en 2010, puis restylé et rebadgé « Alterra » en 2016 à l'issue du rachat d'Arctic Cat par Textron, ce quad est fabriqué depuis son origine par Kymco à Taïwan. Il partage le même châssis et le même moteur avec le quad Kymco MXU 450i/465i, si bien que les pièces mécaniques sont interchangeables entre ces deux modèles.
Le restylage a également été accompagné du passage à la norme Euro 4 qui comprend entre autres, un frein hydraulique combiné à l'avant et l'arrière par une commande unique, soit par la pédale droite, soit au levier gauche.
Ce quad n'est plus vendu en Europe depuis début 2019, mais continue à être commercialisé en Amérique du Nord sous la même appellation. Les pièces de rechange sont distribuées en Europe par la société Ransomes Jacobsen, via les concessionnaires Arctic Cat.

## Évolution
Le modèle Alterra de 2016 à 2018 était équipé de porte-bagages avant et arrière tubulaires à revêtement plastique surmoulés et d'une roue libre intégrée dans l'embrayage automatique permettant un frein moteur à basse vitesse. À partir de 2019, Arctic Cat a abandonné le revêtement plastique sur les porte-bagages, ainsi que la roue libre intégrée.

## Usage
L'Arctic Cat 450 est un quad utilitaire, permettant de transporter des charges légères et de tracter. En effet, l'homologation T3b lui confère un treuil électrique à l'avant d'une capacité de 1 360 kg et une boule d'attelage de 50 mm à l'arrière permettant de tracter jusqu'à 476 kg. Cependant, sa conception polyvalente le destine également à un usage de loisirs, grâce à son poids léger et à son moteur nerveux.